# Kościół św. Mikołaja w Krobi
Kościół Świętego Mikołaja w Krobi – rzymskokatolicki kościół parafialny w mieście Krobia. Należy do dekanatu krobskiego i mieści się przy ulicy Biskupiańskiej.
Jest to budowla barokowa bazylikowa, trzynawowa zbudowana w latach 1757–1767. W wieżę w 1763 uderzył piorun, co wymagało odtworzenia budynku i ponowna konsekracja odbyła się w 1767. Wewnątrz znajdują się: obraz Madonny z Dzieciątkiem z 1542 (replika obrazu gostyńskiego) nieznanego autorstwa, obraz z wizerunkiem św. Walentego, płyta nagrobna Baltazara Czackiego, podkomorzego poznańskiego (zmarłego w 1602), marmurowy nagrobek rodziny Czackich z 1612, chrzcielnica kamienna z 1520, odnowiona i ornamentowana w 1762 (napisy). W zakrystii mieszczą się m.in. portrety trumienne Piotra Pudliszkowskiego (zmarłego w 1657) i Barbary Pudliszkowskiej.
Kościelna ambona reprezentuje styl rokokowy. 
W 1602 w kościele odbył się kontrreformacyjny synod pod przewodnictwem bpa Wawrzyńca Goślickiego.
W 1956 kościół wpisano na listę zabytków. 